# Sol (cerveja)
Sol é uma marca de cerveja mexicana produzida pela empresa Cervecería Cuauhtémoc-Moctezuma (empresa fundada em 1890 na cidade de Monterrey e pertencente ao grupo FEMSA) e produzida desde 1899.

## Brasil
No Brasil, a marca foi lançada em outubro de 2006 e voltada para o público jovem. A cerveja é produzida e envasada pela Heineken (Grupo dona das empresas FEMSA) em sua fábrica localizada na cidade de Araraquara.